# BK Chimki Oblast Moskou
Basketbolnyj kloeb Chimki Oblast Moskou (Russisch: баскетбольный клуб Химки Московской области), ook wel BK Chimki, Chimki BK of Chimki Oblast Moskou genoemd, is een Russische basketbalclub uit Chimki, oblast Moskou, Rusland. Het eerste team speelde in de VTB United League, de Russische superliga en de EuroLeague.

## Geschiedenis
BK Chimki is een van de belangrijkste basketbalclubs in Rusland. De club werd opgericht op 5 januari 1997 en won gelijk de regionale liga, wat hen het recht gaf uit te komen in de Russische superliga. In de volgende jaren werd Chimki een vaste speler in de top 10 van basketbalclubs in Rusland, wat hen automatisch het recht gaf mee te doen in de Europese competitie, de Korać Cup.
Het team heeft aan veel Europese competities meegedaan, zoals de EuroChallenge en de ULEB Cup. In 2006 speelde Chimki in de finale van de FIBA EuroCup tegen DKV Joventut Badalona uit Spanje en verloor deze met 88-63. Chimki won de Russische beker in 2008 en speelde in 2009 de finale van de ULEB Cup tegen Lietuvos rytas Vilnius uit Litouwen en verloor deze met 80-74. In 2012 speelde Chimki in de finale om de EuroCup tegen Valencia BC uit Spanje. Chimki won met 77-68 en behaalde zo zijn eerste succes in Europa. In 2015 haalde Chimki weer de finale om de EuroCup. Nu won Chimki in twee wedstrijden van CB Gran Canaria uit Spanje met 91-66 en 83-64. Op 12 juli 2021 werd bekend dat Chimki wegens geldgebrek niet zou deelnemen aan de VTB United League. Ze gingen verder in de Russische superliga B.

## Arena

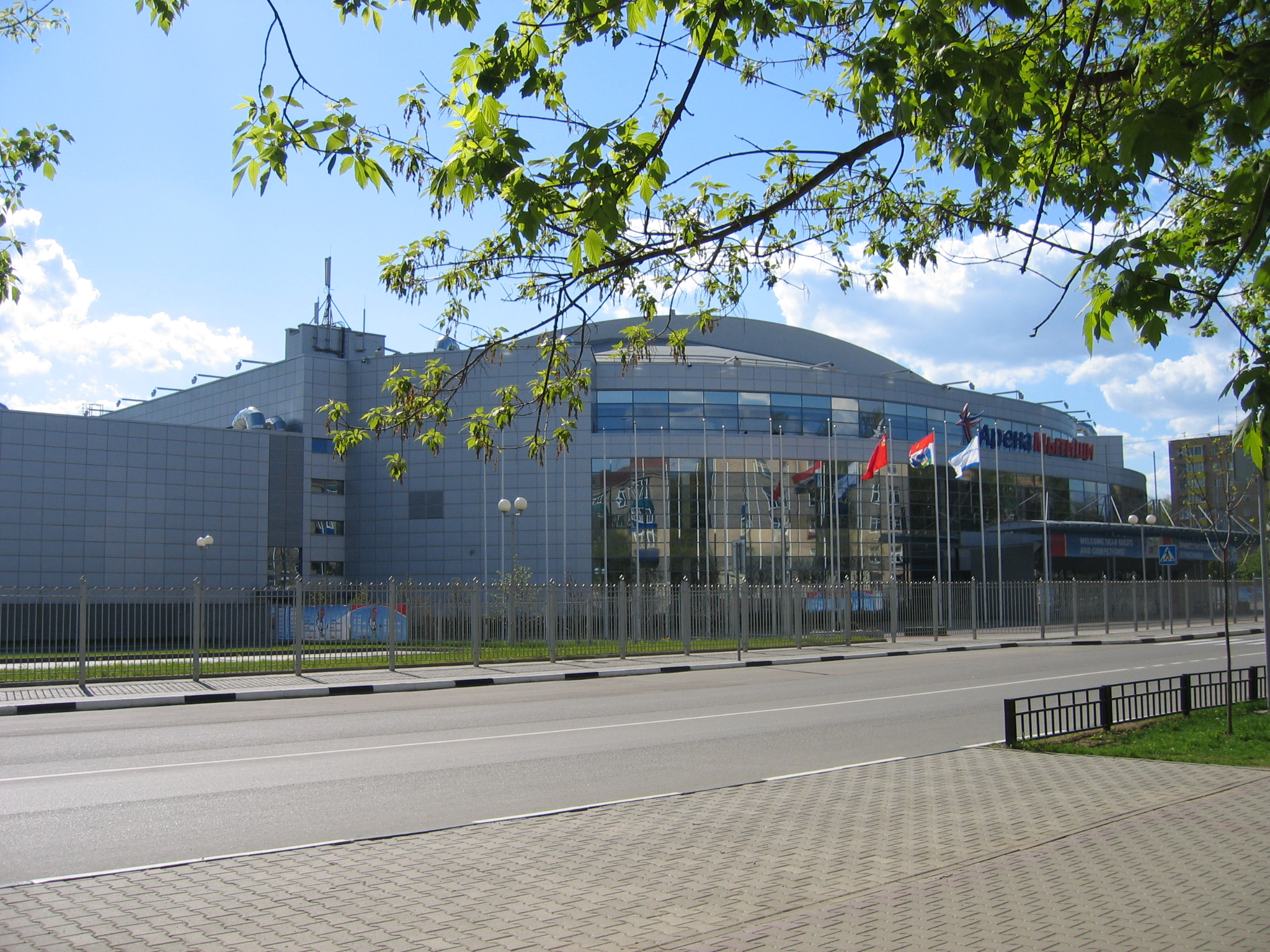
Mytisjtsji Arena.

Chimki speelde vanaf de oprichting in 1997 tot 2016 al zijn thuiswedstrijden in de Chimki Basketball Center met 6.000 zitplaatsen. Sinds het begin van het seizoen 2016-17 speelde Chimki zijn thuis wedstrijden in de Mytisjtsji Arena met 8.000 zitplaatsen.
- Chimki Basketball Center - 6.000 zitplaatsen
- Mytisjtsji Arena - 7.280 zitplaatsen

## Mascotte van de club
In 1996 kreeg de club een mascotte. Het was een egel. De naam van de mascotte is Ezjik heeft nummer 97.

## Erelijst
- Landskampioen Rusland:
  - Tweede: 2006, 2008, 2009, 2010, 2011, 2012, 2013, 2015, 2017, 2018, 2019
  - Derde: 2007
- Beker van Rusland: 1
  - Winnaar: 2008
  - Runner-up: 2006
- Russische superliga B:
  - Tweede: 2024
  - Derde: 2023
- VTB United League: 1
  - Winnaar: 2011
  - Tweede: 2008, 2015, 2017, 2018, 2019
- EuroCup: 2
  - Winnaar: 2012, 2015
  - Runner-up: 2009
- FIBA EuroCup
  - Runner-up: 2006
- Gomelski Cup: 1
  - Winnaar: 2017

## Bekende (oud-)spelers
| - Vladimir Djatsjok - Vitali Fridzon - Sergej Karasjov - Vasili Karasjov - Anatoli Kasjirov - Sergej Monja - Nikita Morgoenov - Timofej Mozgov - Vitali Nosov - Aleksandr Petrenko | - Anton Ponkrasjov - Aleksej Savrasjenko - Aleksej Sjved - Dmitri Sokolov - Jevgeni Valiev - Vladimir Veremejenko - Carlos Delfino - - Rubén Wolkowyski - Petteri Koponen - Raül López |

## Bekende (oud-)coaches
- Sergej Jelevitsj (1997-2007)
- Kęstutis Kemzūra (2007-2008)
- Sergio Scariolo (2008-2010)
- Oleg Melesjtsjenko (2010-2011) (waarnemend)
- Rimas Kurtinaitis (2011-2016), (2019-2021)
- Duško Ivanović (2016-2017)
- Georgios Bartzokas (2017-2019)
- Andrej Maltsev (2021-2025)

## Coaches per seizoen
| seizoen   | coach            |
| --------- | ---------------- |
| 1997-1998 | Sergej Jelevitsj |
| 1998-1999 | Sergej Jelevitsj |
| 1999-2000 | Sergej Jelevitsj |
| 2000-2001 | Sergej Jelevitsj |
| 2001-2002 | Sergej Jelevitsj |
| 2002-2003 | Sergej Jelevitsj |
| 2003-2004 | Sergej Jelevitsj |
| 2004-2005 | Sergej Jelevitsj |
| 2005-2006 | Sergej Jelevitsj |
| 2006-2007 | Sergej Jelevitsj |
| 2007-2008 | Kęstutis Kemzūra |
| 2008-2009 | Sergio Scariolo  |

| seizoen   | coach                            |
| --------- | -------------------------------- |
| 2009-2010 | Sergio Scariolo                  |
| 2010-2011 | Oleg Melesjtsjenko               |
| 2011-2012 | Rimas Kurtinaitis                |
| 2012-2013 | Rimas Kurtinaitis                |
| 2013-2014 | Rimas Kurtinaitis                |
| 2014-2015 | Rimas Kurtinaitis                |
| 2015-2016 | Rimas Kurtinaitis                |
| 2016-2017 | Duško Ivanović                   |
| 2017-2018 | Georgios Bartzokas               |
| 2018-2019 | Georgios Bartzokas               |
| 2019-2020 | Rimas Kurtinaitis                |
| 2020-2021 | Rimas Kurtinaitis Andrej Maltsev |

| seizoen   | coach          |
| --------- | -------------- |
| 2021-2022 | Andrej Maltsev |
| 2022-2023 | Andrej Maltsev |
| 2023-2024 | Andrej Maltsev |
| 2024-2025 | Andrej Maltsev |

## Gepersonaliseerde T-shirts onder de bogen van het Chimki Basketball Center
| Chimki Oblast Moskou "Retired" nummers |                    |         |           |           |
| Nr                                     | Speler             | Positie | Loopbaan  | Ceremonie |
| 4                                      | Aleksandr Petrenko | PF / C  | 2002-2006 |           |

## Wedstrijden tegen NBA-teams
| Datum          | Plaats                             | Thuis                | Uitslag | Uit                  | Boxscore |
| -------------- | ---------------------------------- | -------------------- | ------- | -------------------- | -------- |
| 6 oktober 2006 | Universal Sports Hall CSKA, Moskou | Chimki Oblast Moskou | 91 - 98 | Los Angeles Clippers | Boxscore |